# Escornebœuf
Pour les articles homonymes, voir Escornebœuf (rivière).
Escornebœuf (Escòrnabueu en gascon) est une commune française située dans l'est du département du Gers en région Occitanie. Sur le plan historique et culturel, la commune est dans le Gimoès, un petit territoire autour de Gimont, traversé en son milieu par la Gimone.
Exposée à un climat océanique altéré, elle est drainée par la Gimone, la Marcaoue, le Sarrampion, le ruisseau d'en Béjon, le ruisseau d'en Bon et par divers autres petits cours d'eau. La commune possède un patrimoine naturel remarquable composé de trois zones naturelles d'intérêt écologique, faunistique et floristique.
Escornebœuf est une commune rurale qui compte 570 habitants en 2022.  Elle fait partie de l'aire d'attraction de Toulouse. Ses habitants sont appelés les Escornebeuvois ou  Escornebeuvoises.
Les habitants d'Escornebœuf se nomment les Escornebovois, conformément à l'étymologie.
Le patrimoine architectural de la commune comprend un immeuble protégé au titre des monuments historiques : la chapelle Saint-Jean de Las Monges, inscrite en 1981.

## Géographie

### Localisation
Escornebœuf est une commune située en Gascogne au nord-est de Gimont.

### Communes limitrophes
Escornebœuf est limitrophe de huit autres communes.
Les communes limitrophes sont  Aubiet, Catonvielle, Gimont, Monferran-Savès, Razengues, Saint-Germier, Sainte-Marie et Touget.
| Sainte-Marie | Touget      | Saint-Germier, Catonvielle |
| Aubiet       | Escornebœuf | Razengues                  |
|              | Gimont      | Monferran-Savès            |

### Géologie et relief
La superficie de la commune est de 2 545 hectares ; son altitude varie de 135  à   232 mètres.
Escornebœuf se situe en zone de sismicité 1 (sismicité très faible).

### Hydrographie

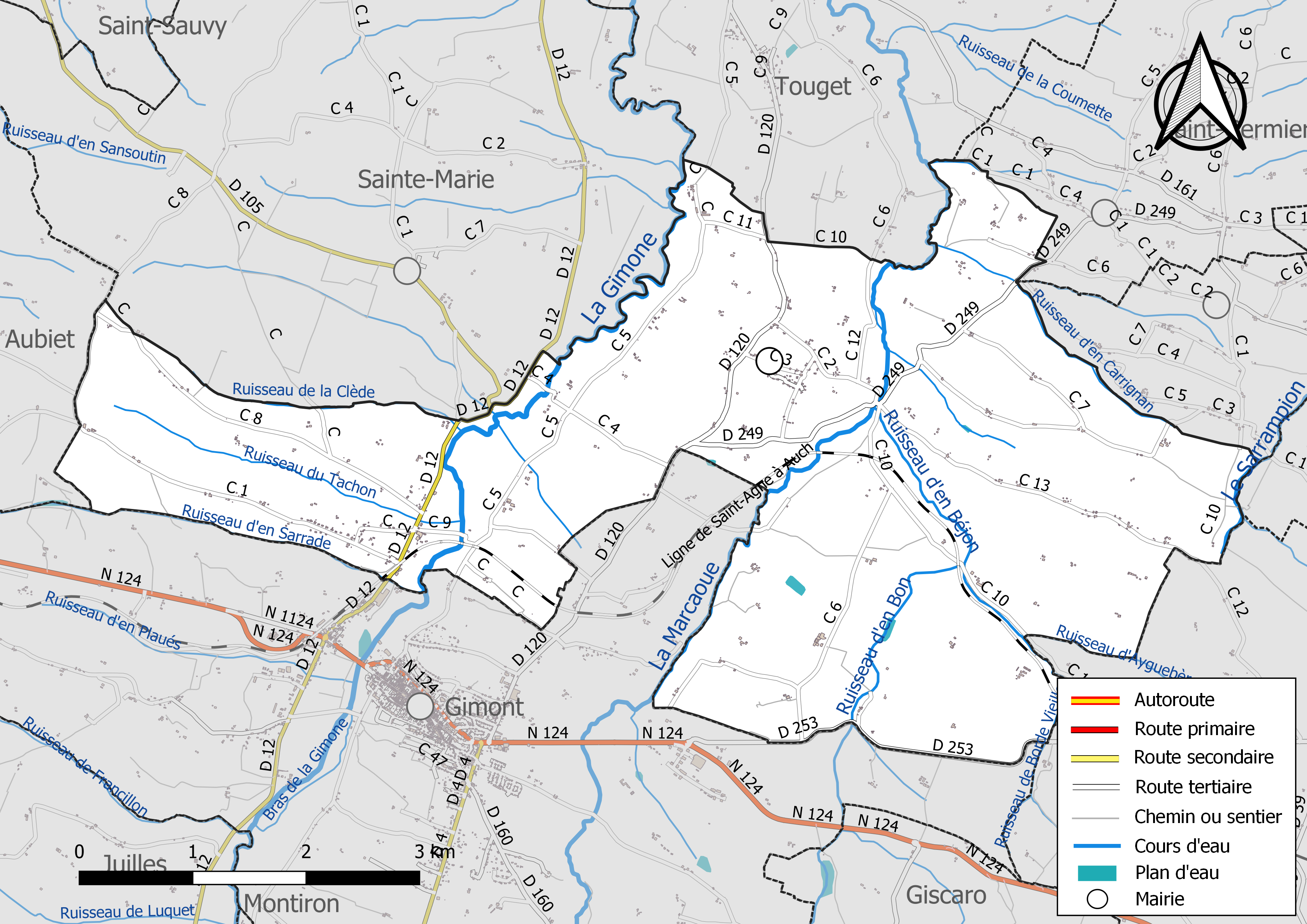
Réseaux hydrographique et routier d'Escornebœuf.

La commune est dans le bassin de la Garonne, au sein du bassin hydrographique Adour-Garonne. Elle est drainée par la Gimone, la Marcaoue, le Sarrampion, le ruisseau d'en Béjon, le ruisseau d'en Bon, un bras de la Marcaoue, le ruisseau d'Ayguebère, le ruisseau de Borde Vieille, le ruisseau de la Clède, le ruisseau d'en Carrignan, le ruisseau d'en Sarrade, le ruisseau du Tachon et par divers petits cours d'eau, qui constituent un réseau hydrographique de 25 km de longueur totale,.
La Gimone, d'une longueur totale de 135,7 km, prend sa source dans la commune de Saint-Loup-en-Comminges et s'écoule du sud-ouest vers le nord-est. Elle traverse la commune et se jette dans la Garonne à Castelferrus, après avoir traversé 54 communes.
La Marcaoue, d'une longueur totale de 36,4 km, prend sa source dans la commune de Simorre et s'écoule du sud-ouest vers le nord-est. Elle traverse la commune et se jette dans la Gimone à Touget, après avoir traversé 15 communes.
Le Sarrampion, d'une longueur totale de 25,4 km, prend sa source dans la commune de Monferran-Savès et s'écoule vers le nord. Il traverse la commune et se jette dans la Gimone à Maubec, après avoir traversé 14 communes.

### Climat
Pour des articles plus généraux, voir Climat de l'Occitanie et Climat du Gers.
En 2010, le climat de la commune est de type climat du Bassin du Sud-Ouest, selon une étude s'appuyant sur une série de données couvrant la période 1971-2000. En 2020, Météo-France publie une typologie des climats de la France métropolitaine dans laquelle la commune est exposée à un climat océanique altéré et est dans la région climatique Aquitaine, Gascogne, caractérisée par une pluviométrie abondante au printemps, modérée en automne, un faible ensoleillement au printemps, un été chaud (19,5 °C), des vents faibles, des brouillards fréquents en automne et en hiver et des orages fréquents en été (15 à 20 jours).
Pour la période 1971-2000, la température annuelle moyenne est de 13,2 °C, avec une amplitude thermique annuelle de 15,9 °C. Le cumul annuel moyen de précipitations est de 717 mm, avec 9,5 jours de précipitations en janvier et 5,7 jours en juillet. Pour la période 1991-2020, la température moyenne annuelle observée sur la station météorologique la plus proche, située sur la commune de Lahas à 11 km à vol d'oiseau, est de 13,9 °C et le cumul annuel moyen de précipitations est de 633,5 mm,. Pour l'avenir, les paramètres climatiques de la commune estimés pour 2050 selon différents scénarios d'émission de gaz à effet de serre sont consultables sur un site dédié publié par Météo-France en novembre 2022.

### Milieux naturels et biodiversité
L’inventaire des zones naturelles d'intérêt écologique, faunistique et floristique (ZNIEFF) a pour objectif de réaliser une couverture des zones les plus intéressantes sur le plan écologique, essentiellement dans la perspective d’améliorer la connaissance du patrimoine naturel national et de fournir aux différents décideurs un outil d’aide à la prise en compte de l’environnement dans l’aménagement du territoire.
Deux ZNIEFF de type 1 sont recensées sur la commune :
les « prairies inondables de Gimont » (100 ha), couvrant 3 communes du département, et 
les « prairies inondables de la Marcaoue à En Saguens » (20 ha), couvrant 2 communes du département
et une ZNIEFF de type 2, : 
le « cours de la Gimone et de la Marcaoue » (3 085 ha), couvrant 60 communes dont cinq dans la Haute-Garonne, 37 dans le Gers, une dans les Hautes-Pyrénées et 17 dans le Tarn-et-Garonne.

Carte des ZNIEFF de type 1 et 2 à Escornebœuf.
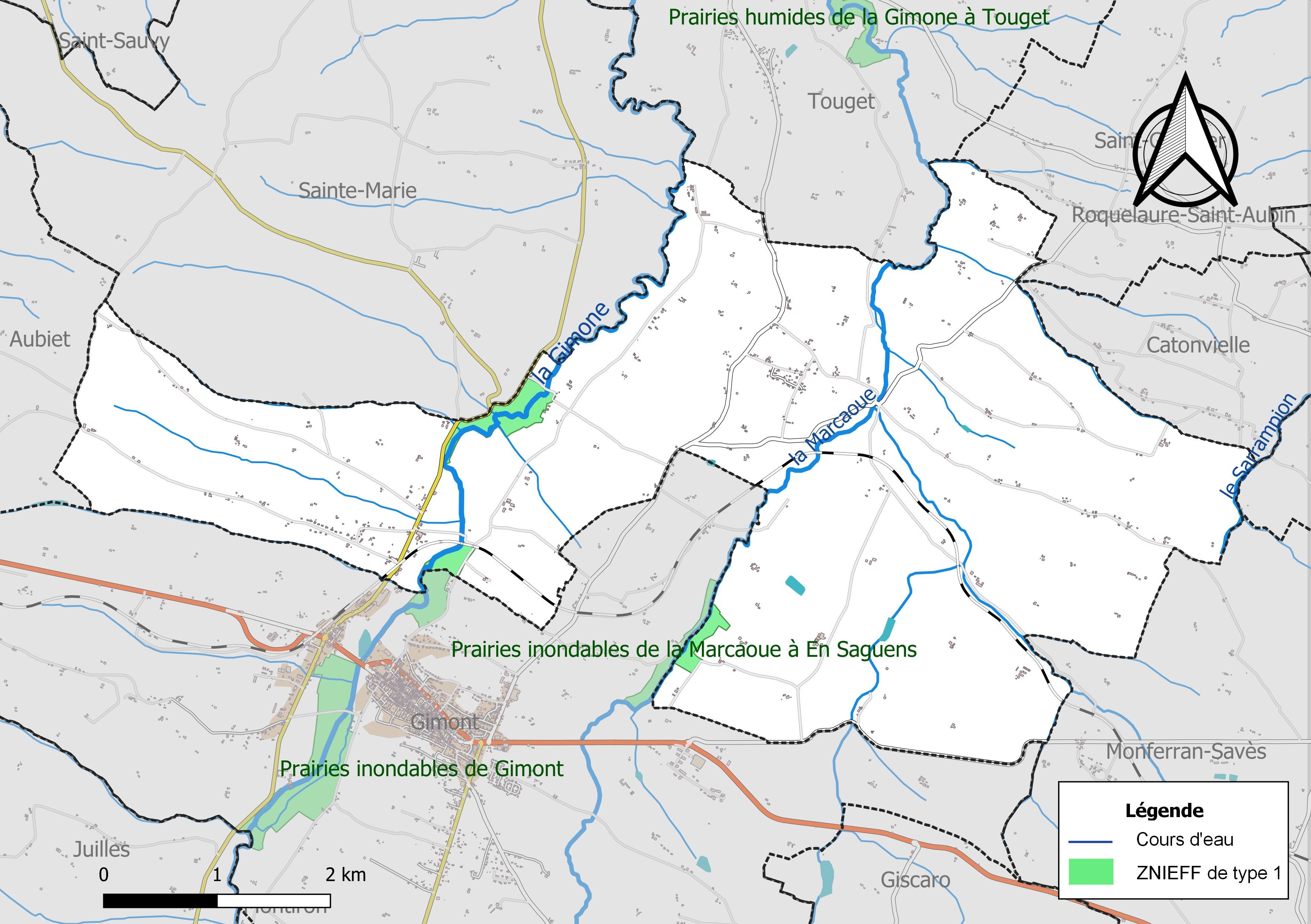
Carte des ZNIEFF de type 1 sur la commune.
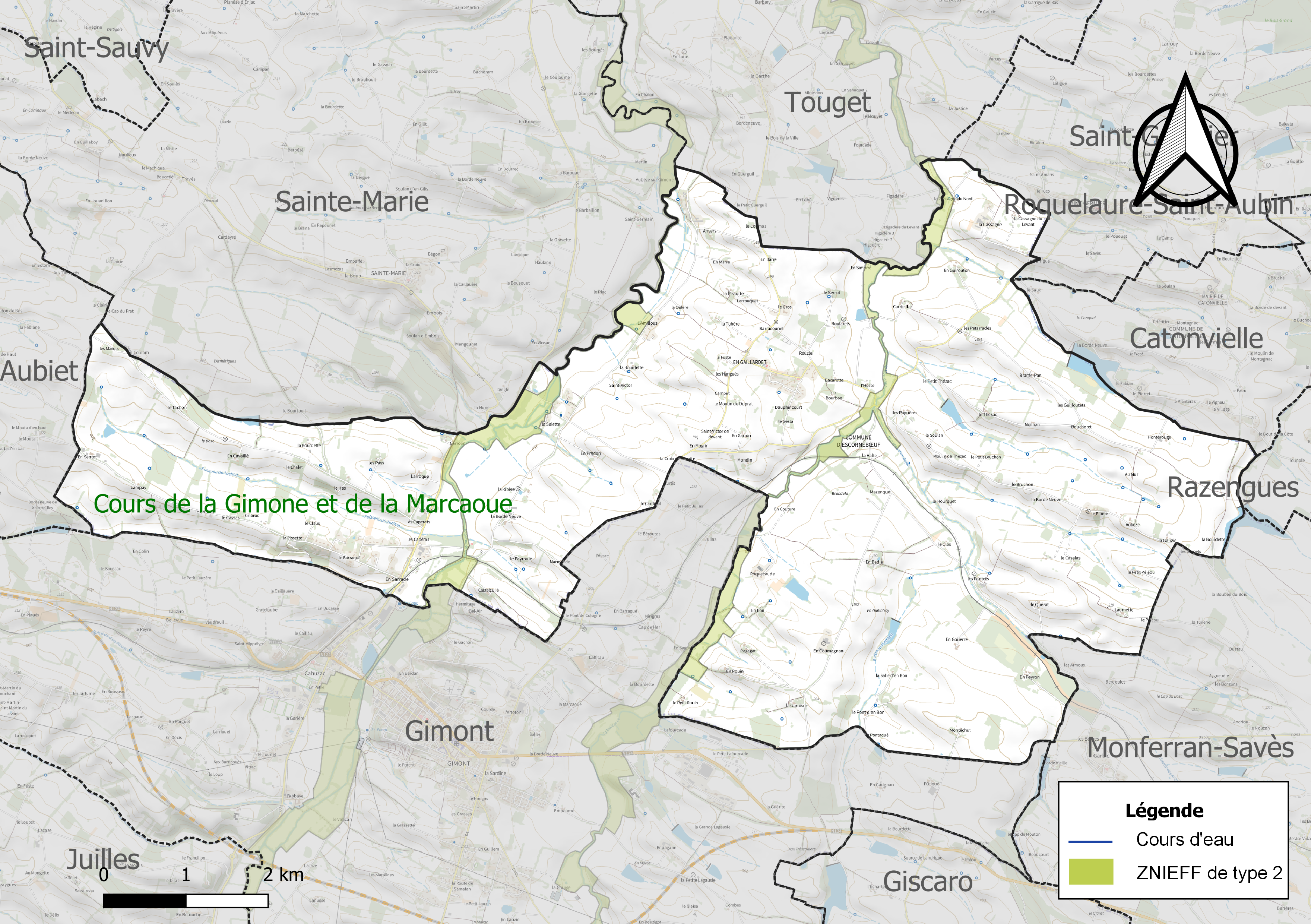
Carte de la ZNIEFF de type 2 sur la commune.

## Urbanisme

### Typologie
Au 1er janvier 2024, Escornebœuf est catégorisée commune rurale à habitat très dispersé, selon la nouvelle grille communale de densité à sept niveaux définie par l'Insee en 2022.
Elle est située hors unité urbaine. Par ailleurs la commune fait partie de l'aire d'attraction de Toulouse, dont elle est une commune de la couronne,. Cette aire, qui regroupe 527 communes, est catégorisée dans les aires de 700 000 habitants ou plus (hors Paris),.

### Occupation des sols
L'occupation des sols de la commune, telle qu'elle ressort de la base de données européenne d’occupation biophysique des sols Corine Land Cover (CLC), est marquée par l'importance des territoires agricoles (100 % en 2018), une proportion identique à celle de 1990 (100 %). La répartition détaillée en 2018 est la suivante : 
terres arables (92,6 %), zones agricoles hétérogènes (6,4 %), prairies (1 %). L'évolution de l’occupation des sols de la commune et de ses infrastructures peut être observée sur les différentes représentations cartographiques du territoire : la carte de Cassini (XVIIIe siècle), la carte d'état-major (1820-1866) et les cartes ou photos aériennes de l'IGN pour la période actuelle (1950 à aujourd'hui).

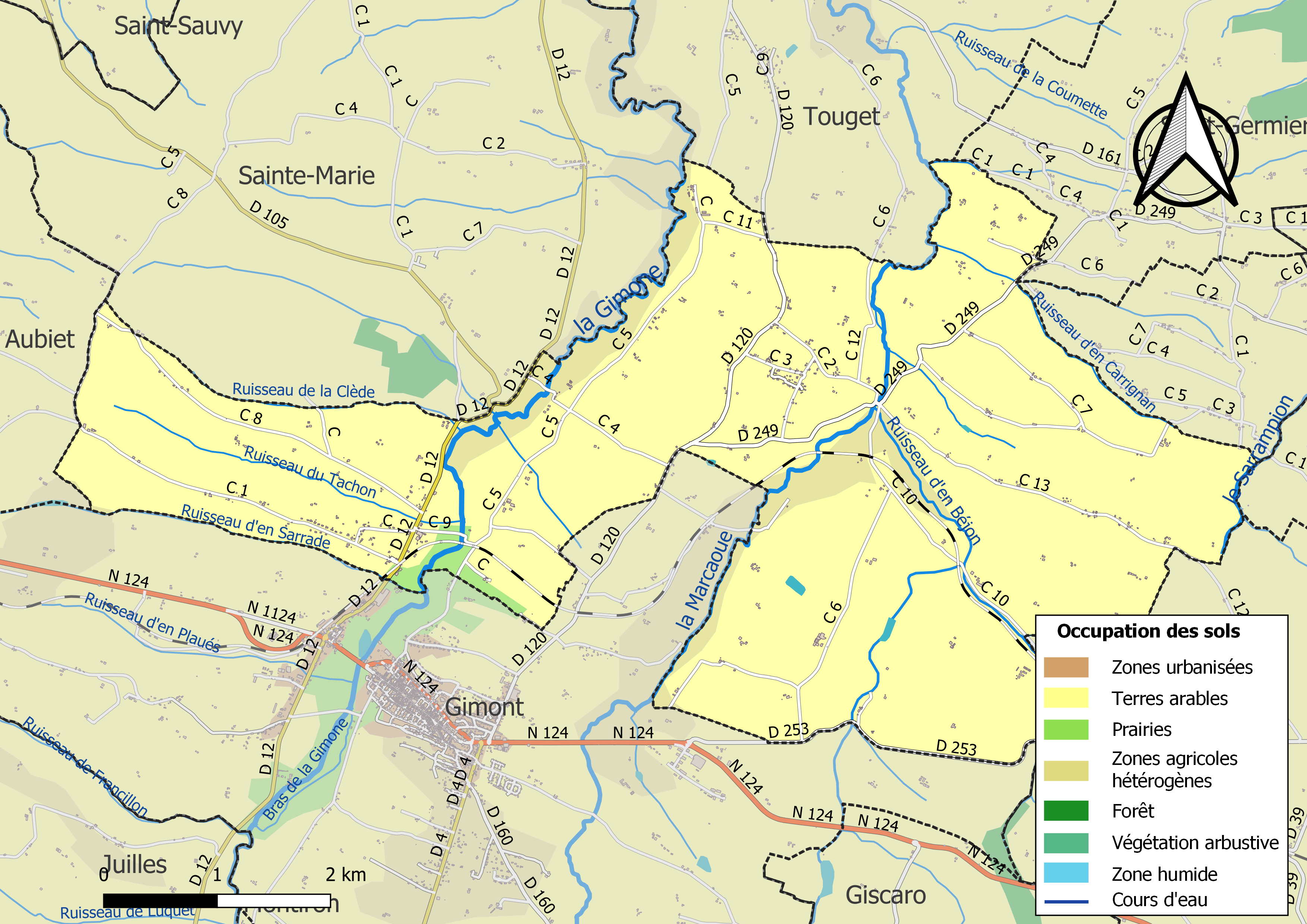
Carte des infrastructures et de l'occupation des sols de la commune en 2018 (CLC).

### Voies de communication et transports

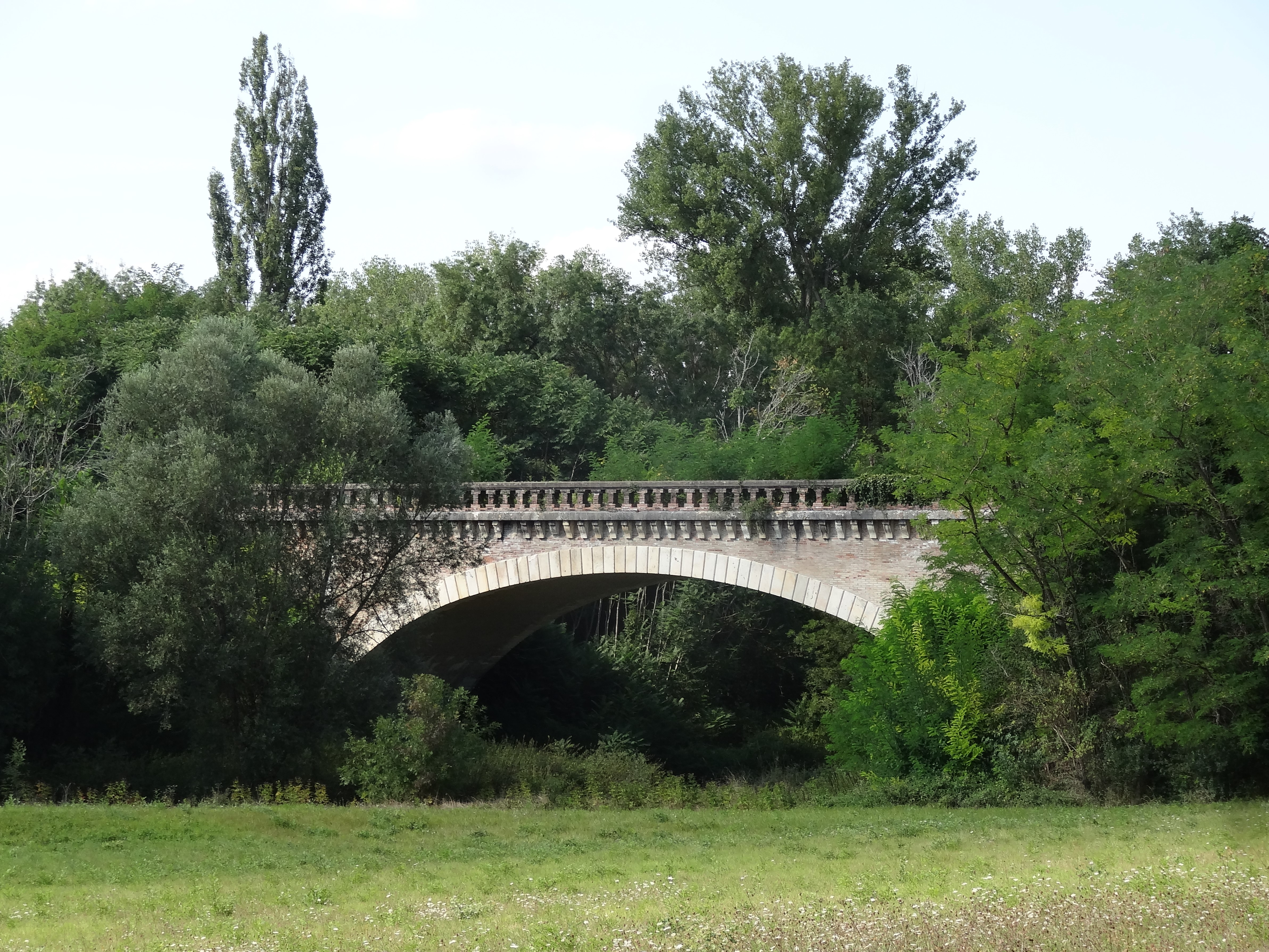
Viaduc au-dessus de la Gimone de la ligne Toulouse - Auch situé sur la commune.

Accès avec les routes départementales D 12, D 120 et D 249. Ainsi que par la gare de Gimont-Cahuzac sur la ligne SNCF Toulouse - Auch.

### Risques majeurs
Le territoire de la commune d'Escornebœuf est vulnérable à différents aléas naturels : météorologiques (tempête, orage, neige, grand froid, canicule ou sécheresse) et séisme (sismicité très faible). Il est également exposé à un risque technologique, la rupture d'un barrage. Un site publié par le BRGM permet d'évaluer simplement et rapidement les risques d'un bien localisé soit par son adresse soit par le numéro de sa parcelle.

#### Risques naturels

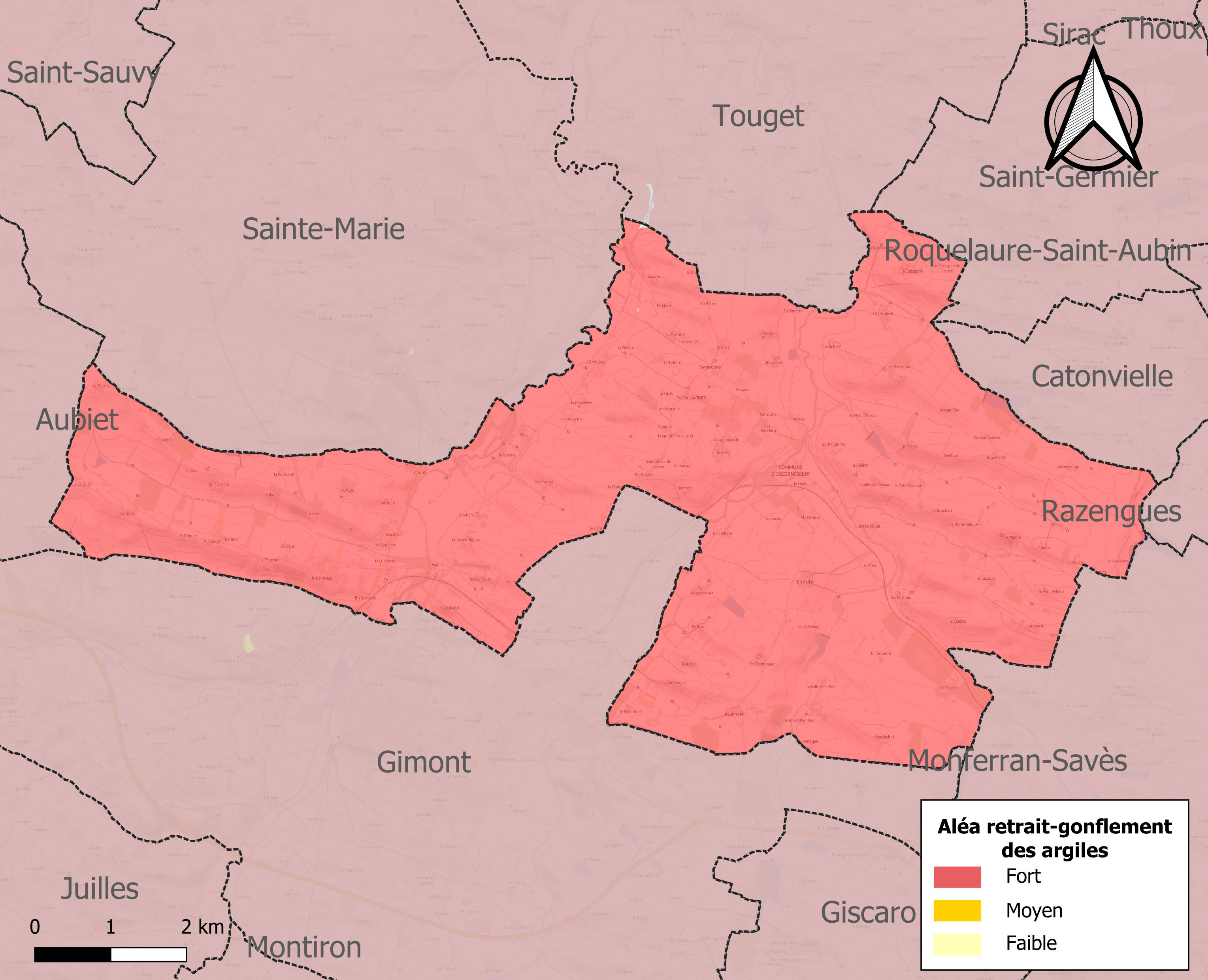
Carte des zones d'aléa retrait-gonflement des sols argileux d'Escornebœuf.

Le retrait-gonflement des sols argileux est susceptible d'engendrer des dommages importants aux bâtiments en cas d’alternance de périodes de sécheresse et de pluie. La totalité de la commune est en aléa moyen ou fort (94,5 % au niveau départemental et 48,5 % au niveau national). Sur les 254 bâtiments dénombrés sur la commune en 2019, 254 sont en aléa moyen ou fort, soit 100 %, à comparer aux 93 % au niveau départemental et 54 % au niveau national. Une cartographie de l'exposition du territoire national au retrait gonflement des sols argileux est disponible sur le site du BRGM,.
Par ailleurs, afin de mieux appréhender le risque d’affaissement de terrain, l'inventaire national des cavités souterraines permet de localiser celles situées sur la commune.
La commune a été reconnue en état de catastrophe naturelle au titre des dommages causés par les inondations et coulées de boue survenues en 1988, 1989, 1995, 1999, 2009 et 2018. Concernant les mouvements de terrains, la commune a été reconnue en état de catastrophe naturelle au titre des dommages causés par la sécheresse en 1989, 1991, 1993, 1994, 2003, 2011 et 2015 et par des mouvements de terrain en 1999.

#### Risques technologiques
La commune est en outre située en aval du barrage de la Gimone, un ouvrage de classe A disposant d'une retenue de 25 millions de mètres cubes. La fiche réflexe du PPI définit le temps d'arrivée de l'onde et la zone d'accueil selon la position des habitants concernés par rapport à la Gimone (rive droite ou gauche),. À ce titre elle est susceptible d’être touchée par l’onde de submersion consécutive à la rupture de cet ouvrage,.

## Toponymie

### Attestation anciennes
Le nom est attesté anciennement sous la forme Escornabou au XIIe siècle, identique à Écornebœuf (Dordogne, Escornabou 1163; Scornaboue 1192; Descornabus XIIIe siècle). La forme Scornebœuf apparait dans des cartes du XVIIe (Hubert Jaillot) et XVIIIe (carte de Cassini) siècles.

### Étymologie
Même nom qu'Écornebœuf avec maintien de Es- initial à la place de É- (résultant régulièrement de l'évolution phonétique de Es- en français) et ce, conformément à l'étymologie et à la phonétique occitane.
Il s'agit d'un nom de lieu composé avec le nom du bœuf (occitan moderne buou), comme les noms du type Tombebœuf et Écorchebœuf. C'est un composé métaphorique « écorne bœuf » signifiant « endroit où souffle un vent à décorner.. les vaches », ou peut-être « abattoir » (cf. Tombebœuf, Tubœuf et Écorchebœuf).
Le nom est retrouvé, proche ou à l'identique, dans :
1. Une rivière du pays agenais : l'Escornebœuf
2. Un lieu-dit près de Saint-Geours-de-Maremne, sur la RN 124 : Escornebéou
3. Un monument en la ville de Le Dorat, Limousin : la porte d'Escornebœuf
4. Un lieu-dit près de Périgueux, Dordogne, siège d'un oppidum gaulois sur le coteau d'Escornebœuf.

Entre autres, c'est aussi celui d'un village de Catalogne : Vilanova d'Escornalbou à propos duquel Joan Coromines écrit : « Escornalbou: Compost de 'escorna el bou', en el sentit de 'lloc abrupte on els bous que pastegen, cauen i es trenquen les banyes'. Del verb 'escornar', derivat de 'corn' ».

## Histoire
L'occupation des lieux est ancienne comme le prouvent les céramiques sigillés présentées au musée de Gimont.
L’implantation d'établissements romains, sur ou à proximité de la commune, est démontrée par la trouvaille d'amphores et d'une statue de Jupiter.
À l’époque romaine, la frontière entre la Narbonnaise et la Novempopulanie passait dans les parages des rivières Save, Gimone et, peut-être, la Marcaoue.
Au Moyen Âge, la frontière du comté de Toulouse serpente aussi dans les environs mais avec une orientation plutôt nord-ouest/sud-est.
Escornebœuf est traversée par la voie romaine et le chemin de Saint-Jacques de Compostelle. Ce village faisait partie du Pays de Rivière-Verdun, ancienne paroisse du consulat de Gimont transformée en commune indépendante par l'ordonnance du comité départemental du 1er avril 1791 et associée à l'administration cantonale de Gimont pendant les dernières années de la Révolution.
Dans le supplément de l’un de ses ouvrages l’abbé J.J. Monlezun nous donne une description d’un blason qu’il associe au nom du village sans préciser aucunement sa source : "d'azur à trois corbeaux de sable becqués et membrés de gueules".
Il n'y a pas d'habitat ancien groupé à Escornebœuf. L'ancien village (église et cimetière compris) a été complètement détruit au milieu du XIXe siècle car trop souvent inondé par les crues. Ne reste que la croix de la pierre tombale de l'abbé Sudre mort en 1773 et frère de l'avocat gimontois, Théodose Sudre, qui défendit Calas.
Le nouveau village présente un caractère éclaté.

## Politique et administration

### Administration municipale
Le nombre d'habitants au recensement de 2011 étant compris entre 500 et 1 499 habitants, le nombre de membres du conseil municipal pour l'élection de 2014 est de quinze,.

### Rattachements administratifs et électoraux
Commune faisant partie de la communauté de communes des Coteaux Arrats Gimone et du canton de Gimone-Arrats (avant le redécoupage départemental de 2014, Escornebœuf faisait partie de l'ex-canton de Gimont) et avant le 1er janvier 2017 elle faisait partie de la communauté de communes de l'Arrats-Gimone.
Elle fait aussi partie du Pays Portes de Gascogne.

### Liste des maires
| Période                                  | Période  | Identité         | Étiquette | Qualité                    |
| ---------------------------------------- | -------- | ---------------- | --------- | -------------------------- |
| mars 2001                                | 2008     | Michel Stigliani |           |                            |

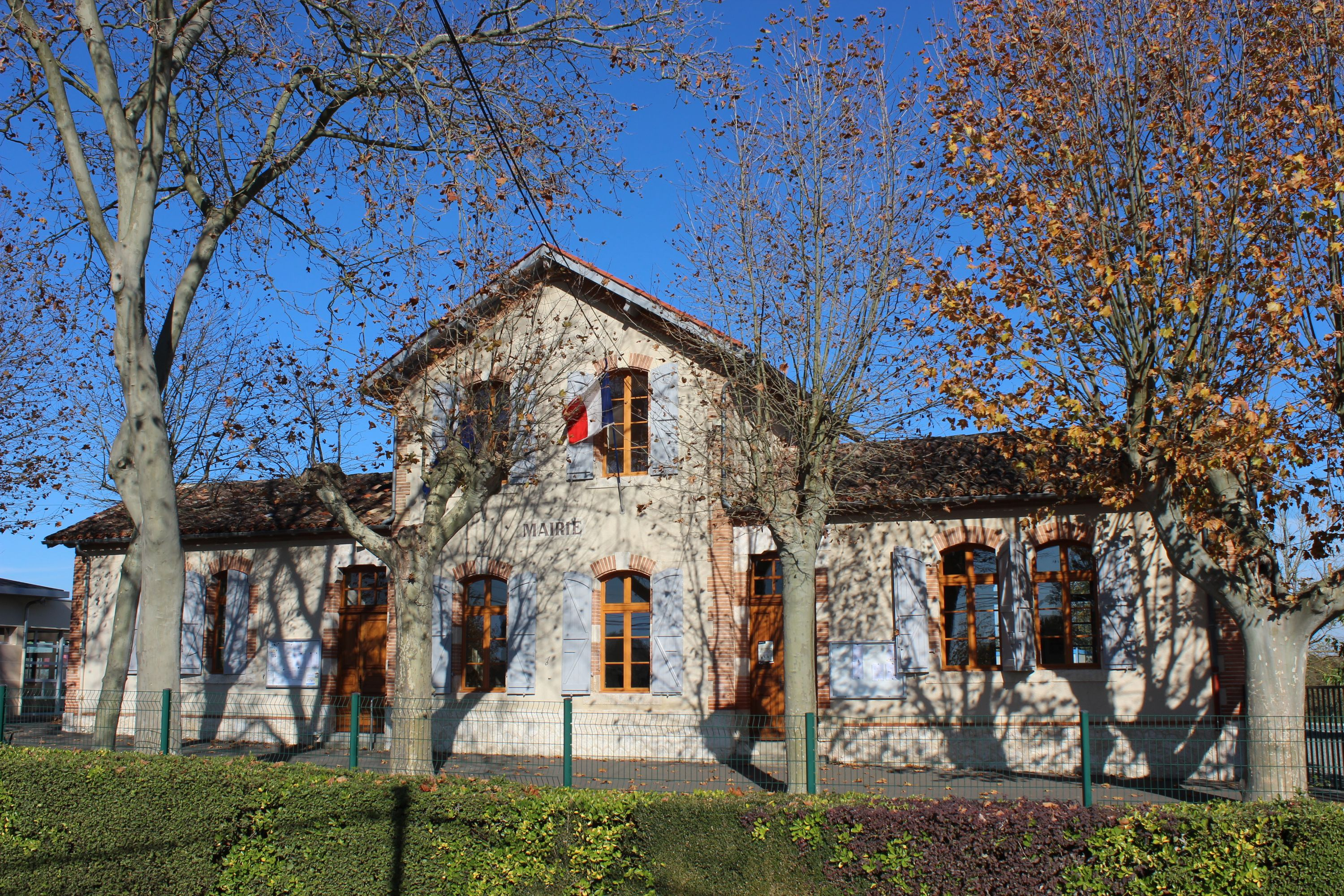
La mairie et la cour d'école.

| mars 2008                                | En cours | Sergine Ageorges | DVD       | Administratrice de société |
| Les données manquantes sont à compléter. |          |                  |           |                            |

## Population et société

### Démographie
L'évolution du nombre d'habitants est connue à travers les recensements de la population effectués dans la commune depuis 1793. Pour les communes de moins de 10 000 habitants, une enquête de recensement portant sur toute la population est réalisée tous les cinq ans, les populations de référence des années intermédiaires étant quant à elles estimées par interpolation ou extrapolation. Pour la commune, le premier recensement exhaustif entrant dans le cadre du nouveau dispositif a été réalisé en 2005.

En 2022, la commune comptait 570 habitants, en évolution de +2,52 % par rapport à 2016 (Gers : +1,04 %, France hors Mayotte : +2,11 %).
| 1793 | 1800 | 1806 | 1821 | 1831 | 1841 | 1846 | 1851 | 1856 |
| ---- | ---- | ---- | ---- | ---- | ---- | ---- | ---- | ---- |
| 638  | 748  | 792  | 854  | 784  | 850  | 830  | 852  | 834  |

| 1861 | 1866 | 1872 | 1876 | 1881 | 1886 | 1891 | 1896 | 1901 |
| ---- | ---- | ---- | ---- | ---- | ---- | ---- | ---- | ---- |
| 789  | 840  | 800  | 852  | 830  | 755  | 706  | 705  | 663  |

| 1906 | 1911 | 1921 | 1926 | 1931 | 1936 | 1946 | 1954 | 1962 |
| ---- | ---- | ---- | ---- | ---- | ---- | ---- | ---- | ---- |
| 664  | 667  | 589  | 575  | 542  | 578  | 557  | 532  | 470  |

| 1968 | 1975 | 1982 | 1990 | 1999 | 2005 | 2006 | 2010 | 2015 |
| ---- | ---- | ---- | ---- | ---- | ---- | ---- | ---- | ---- |
| 434  | 403  | 383  | 473  | 497  | 470  | 468  | 502  | 548  |

| 2020 | 2022 | - | - | - | - | - | - | - |
| ---- | ---- | - | - | - | - | - | - | - |
| 566  | 570  | - | - | - | - | - | - | - |

| selon la population municipale des années : | 1968 | 1975 | 1982 | 1990 | 1999 | 2006 | 2009 | 2013 |
| Rang de la commune dans le département      | 96   | 80   | 70   | 58   | 57   | 66   | 69   | 65   |
| Nombre de communes du département           | 466  | 462  | 462  | 462  | 463  | 463  | 463  | 463  |

### Enseignement
Escornebœuf fait partie de l'académie de Toulouse.

### Activités sportives
Chasse, pétanque, NASA

## Économie

### Revenus
En 2018  (données Insee publiées en septembre 2021), la commune compte 215 ménages fiscaux, regroupant 531 personnes. La médiane du revenu disponible par unité de consommation est de 23 700 € (20 820 € dans le département).

### Emploi
|                | 2008  | 2013  | 2018  |
| -------------- | ----- | ----- | ----- |
| Commune        | 4,9 % | 6,9 % | 4,8 % |
| Département    | 6,1 % | 7,5 % | 8,2 % |
| France entière | 8,3 % | 10 %  | 10 %  |

En 2018, la population âgée de 15 à 64 ans s'élève à 314 personnes, parmi lesquelles on compte 77,1 % d'actifs (72,4 % ayant un emploi et 4,8 % de chômeurs) et 22,9 % d'inactifs,. Depuis 2008, le taux de chômage communal (au sens du recensement) des 15-64 ans est inférieur à celui de la France et du département.
La commune fait partie de la couronne de l'aire d'attraction de Toulouse, du fait qu'au moins 15 % des actifs travaillent dans le pôle,. Elle compte 55 emplois en 2018, contre 87 en 2013 et 94 en 2008. Le nombre d'actifs ayant un emploi résidant dans la commune est de 235, soit un indicateur de concentration d'emploi de 23,4 % et un taux d'activité parmi les 15 ans ou plus de 54,1 %.
Sur ces 235 actifs de 15 ans ou plus ayant un emploi, 34 travaillent dans la commune, soit 15 % des habitants. Pour se rendre au travail, 90,6 % des habitants utilisent un véhicule personnel ou de fonction à quatre roues, 1,3 % les transports en commun, 3,9 % s'y rendent en deux-roues, à vélo ou à pied et 4,3 % n'ont pas besoin de transport (travail au domicile).

### Activités hors agriculture
31 établissements sont implantés  à Escornebœuf au 31 décembre 2019. Le tableau ci-dessous en détaille le nombre par secteur d'activité et compare les ratios avec ceux du département,.
| Secteur d'activité                                                                                        | Commune | Commune | Département |
| Secteur d'activité                                                                                        | Nombre  | %       | %           |
| --- | ------- | ------- | ----------- |
| Ensemble                                                                                                  | 31      |         |             |
| Industrie manufacturière, industries extractives et autres                                                | 11      | 35,5 %  | (12,3 %)    |
| Construction                                                                                              | 1       | 3,2 %   | (14,6 %)    |
| Commerce de gros et de détail, transports, hébergement et restauration                                    | 4       | 12,9 %  | (27,7 %)    |
| Information et communication                                                                              | 2       | 6,5 %   | (1,8 %)     |
| Activités spécialisées, scientifiques et techniques et activités de services administratifs et de soutien | 8       | 25,8 %  | (14,4 %)    |
| Administration publique, enseignement, santé humaine et action sociale                                    | 3       | 9,7 %   | (12,3 %)    |
| Autres activités de services                                                                              | 2       | 6,5 %   | (8,3 %)     |

Le secteur de l'industrie manufacturière, des industries extractives et autres est prépondérant sur la commune puisqu'il représente 35,5 % du nombre total d'établissements de la commune (11 sur les 31 entreprises implantées  à Escornebœuf), contre 12,3 % au niveau départemental.

### Agriculture
Le nombre d'exploitations agricoles en activité et ayant leur siège dans la commune est de 34 lors du recensement agricole de 2020 et la surface agricole utilisée de 2365 ha,.

## Culture locale et patrimoine

### Lieux et monuments
- Chapelle Saint-Jean-de-Las-Monges près de la Gimone, édifice du XIIe siècle inscrit à l'inventaire supplémentaire des monuments historiques[48].

La chapelle Saint-Jean-de-Las-Monges
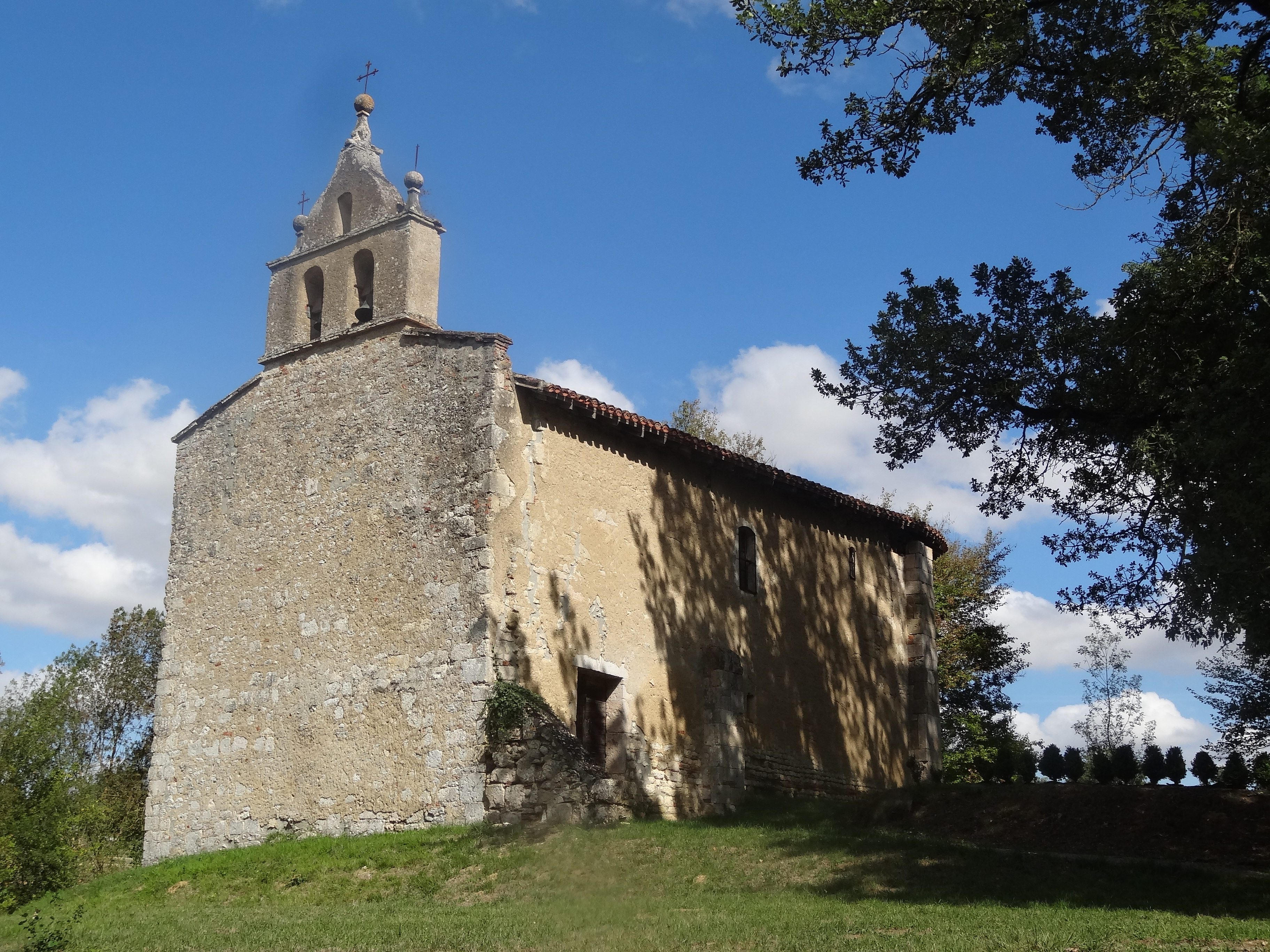
La chapelle.
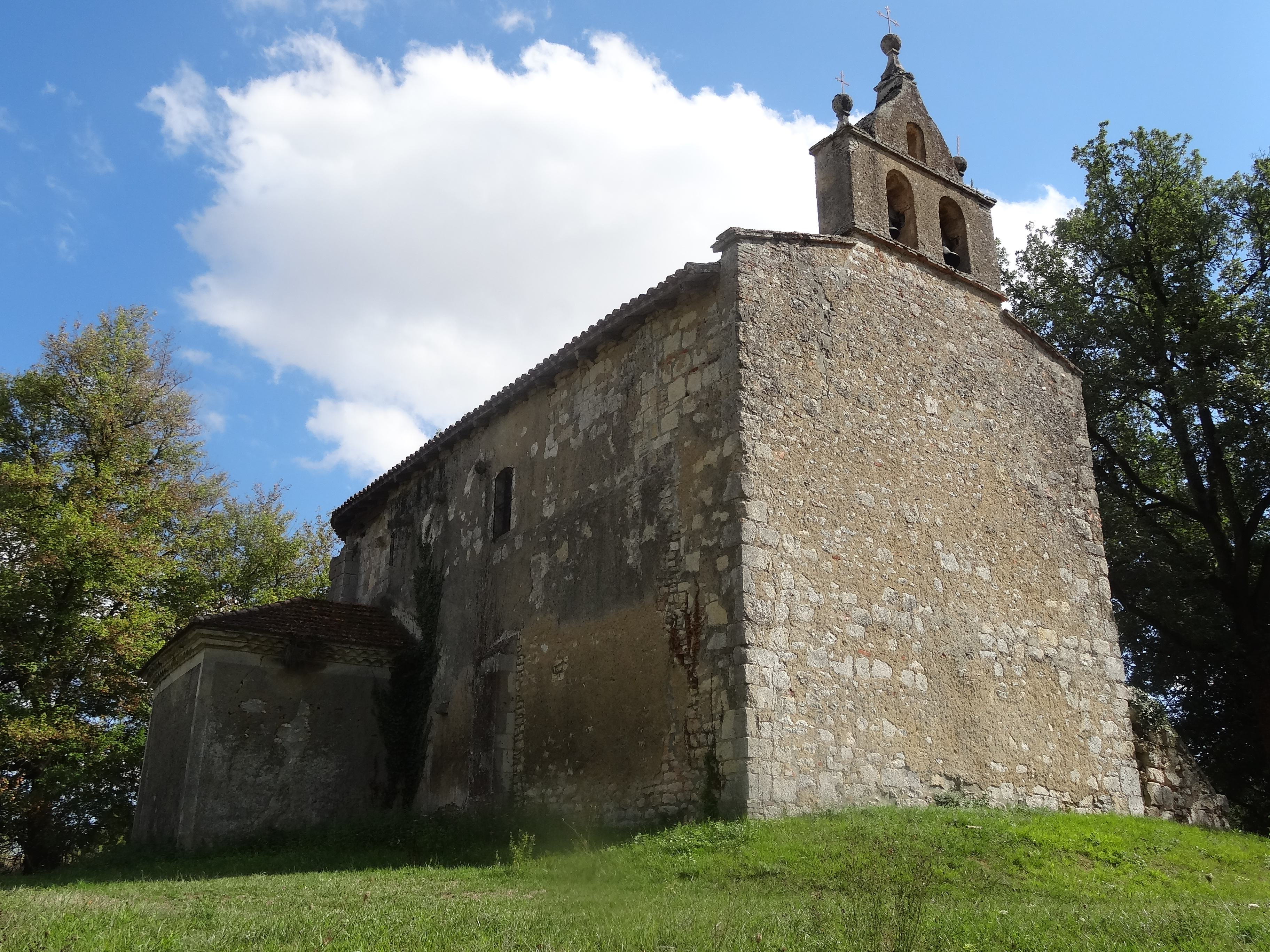
Vue opposée.
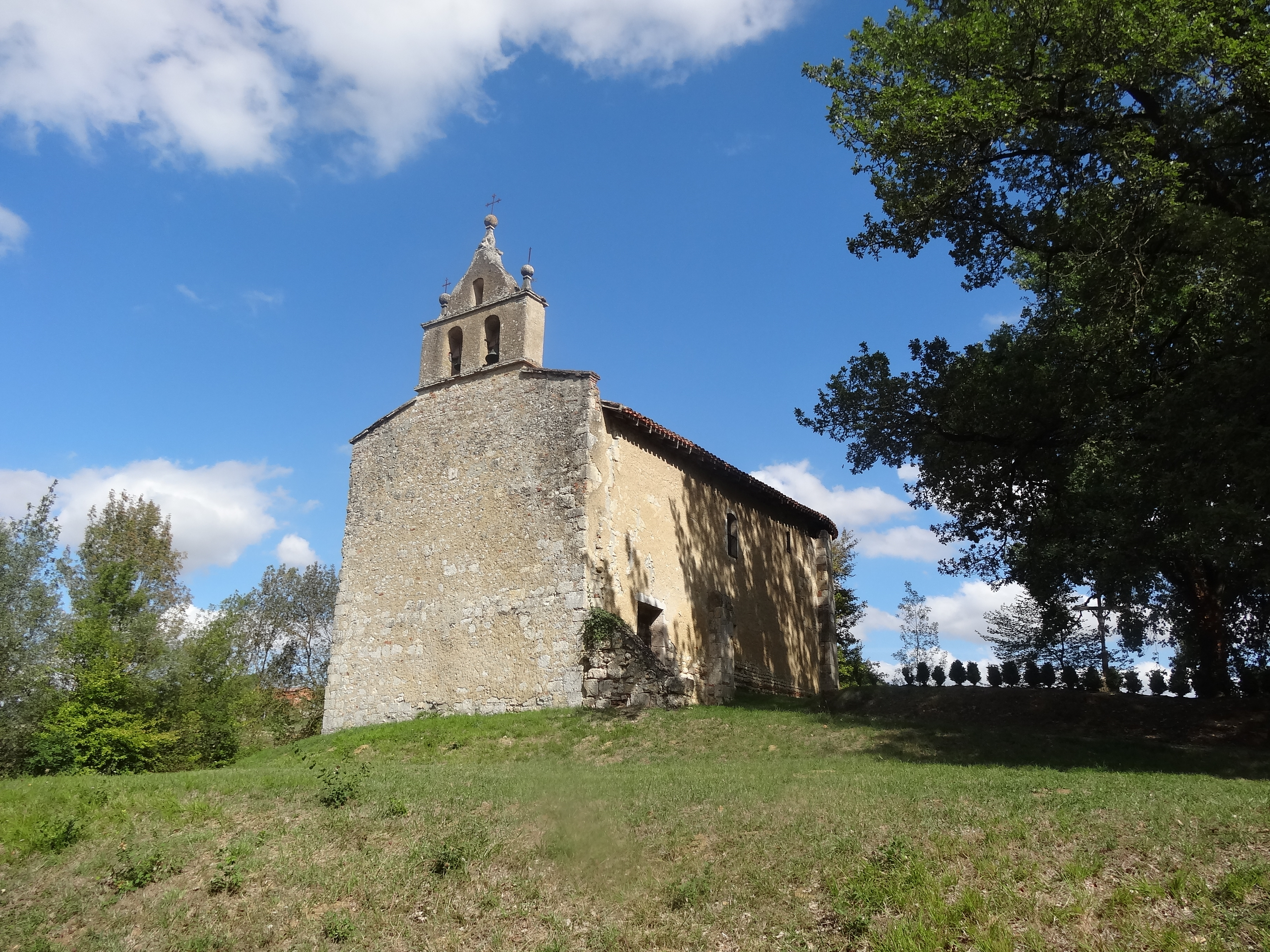
La chapelle dans son environnement.
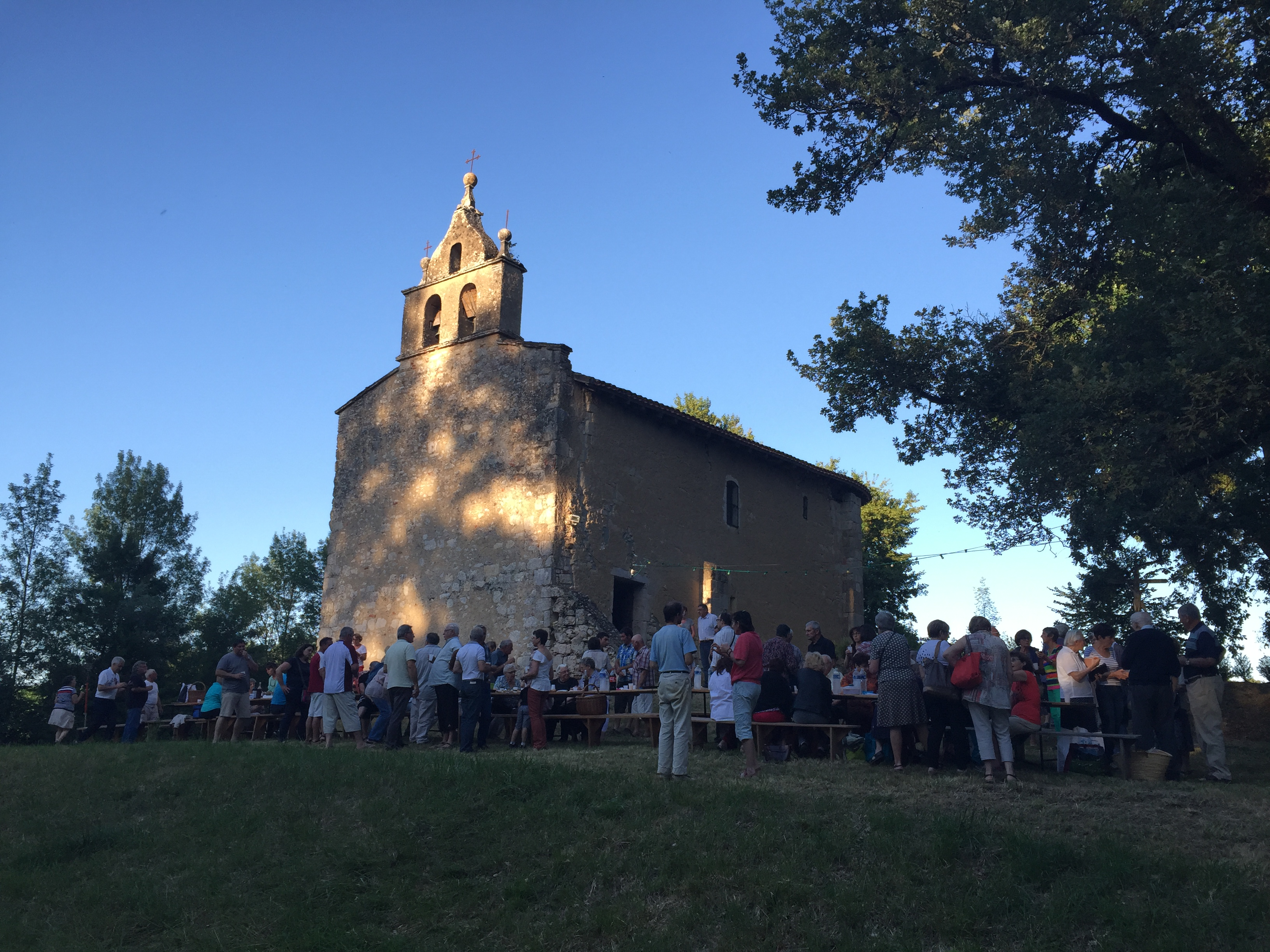
Rassemblement devant la chapelle.

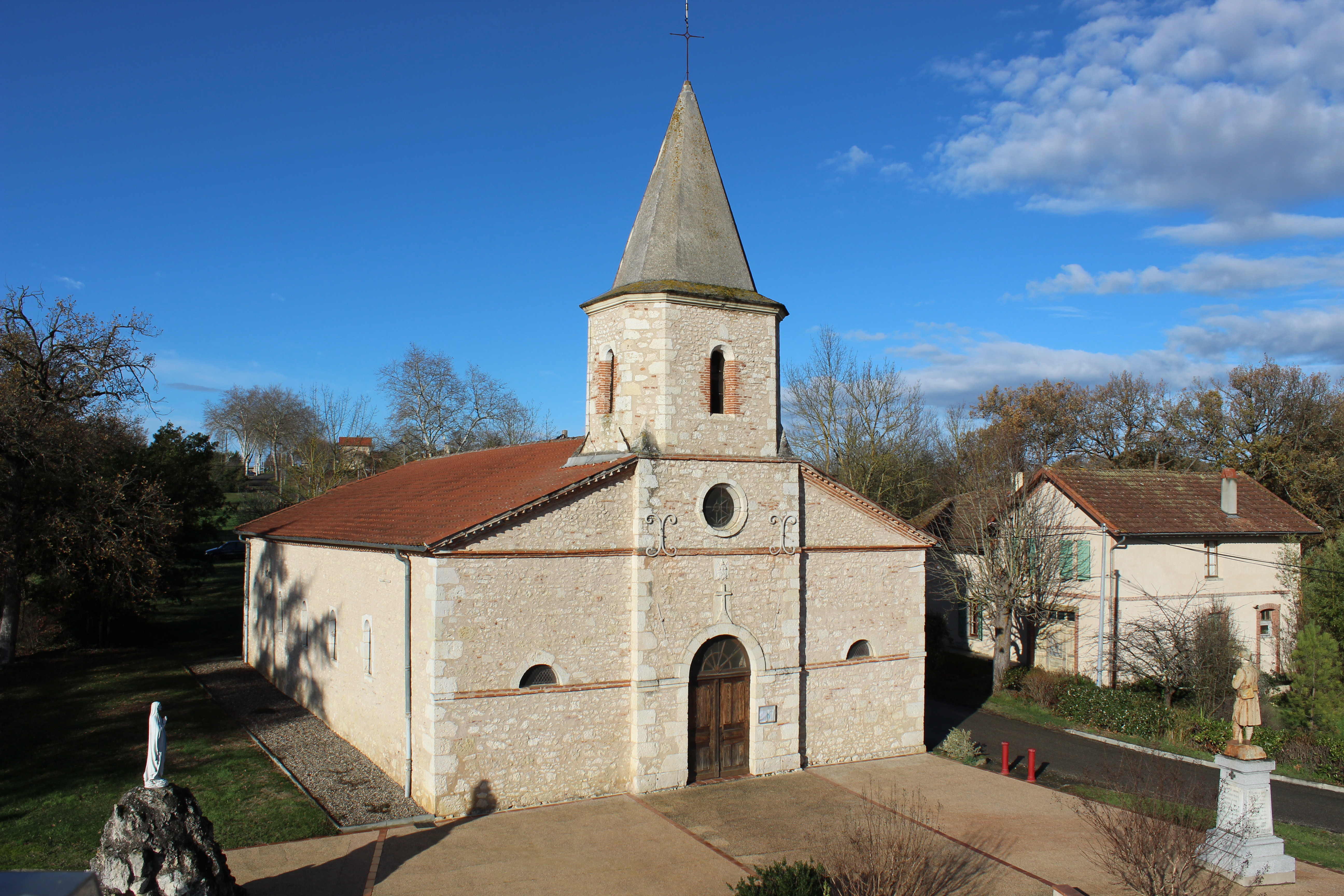
L'église Sainte Quitterie.

- Église paroissiale Sainte Quitterie, datant du XIXe siècle.